# Parafia Niepokalanego Serca Najświętszej Maryi Panny w Piskorzynie
Parafia Niepokalanego Serca Najświętszej Maryi Panny w Piskorzynie – znajduje się w dekanacie Wołów w archidiecezji wrocławskiej. Erygowana w 1972 roku.
Obsługiwana przez księży archidiecezjalnych. Jej proboszczem jest ks. Marek Dziedzic.

## Parafialne księgi metrykalne
| Księgi metrykalne | Okres ewidencji |
| ----------------- | --------------- |
| chrztów           | 1964 –          |
| ślubów            | 1964 –          |
| zgonów            | 1964 –          |